# Niijima (Tokio)
Niijima (jap. 新島村 Niijima-mura, deutsch ‚Dorf Niijima‘, englisch Niijima Village) ist seit 1923 eine Dorfgemeinde (-mura) in der Unterpräfektur (-shichō) Ōshima der japanischen Präfektur (-to) Tokio. Sie umfasst vor allem die bewohnten Inseln Niijima („neue Insel“) und südwestlich die kleinere Shikine-jima in den Izu-Inseln. Bis 1992 hieß die Gemeinde noch Niijima-Honmura (新島本村, etwa „Hauptdorf [von] Niijima“; lokal auch und ohne Insel-Präfix als heutiger Ortsteil Honson statt Honmura gelesen; Engrish auch „Niijimahon Village“, „Dorf Niijimahaupt“), auch wenn dieses bereits seit 1954 das heutige Gebiet umfasste, als das Dorf Wakagō im Norden von Niijima eingemeindet wurde. Die Einwohnerzahl überstieg in den 1950er Jahren 5000, ist seitdem rückläufig und liegt heute unter 3000, wovon weniger als ein Viertel auf der Insel Shikine leben. Geprägt ist Niijima von Fischerei und Tourismus.

## Geographie

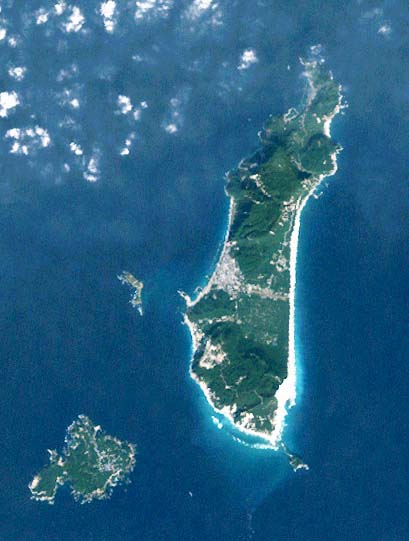
Landsat-Aufnahme von Niijima, Shikine-jima, Jinai-jima und Hanshima/Hayashima; Udone-shima liegt abseits nördlich des Bildausschnitts.

Neben Niijima und Shikine-jima umfasst Niijima-mura auch die unbewohnten Inseln Jinai-jima (地内島) im Westen, Hanshima (早島, auch Hayashima gelesen) vor der Südspitze von Niijima und Udone-shima im Norden.

## Verkehr

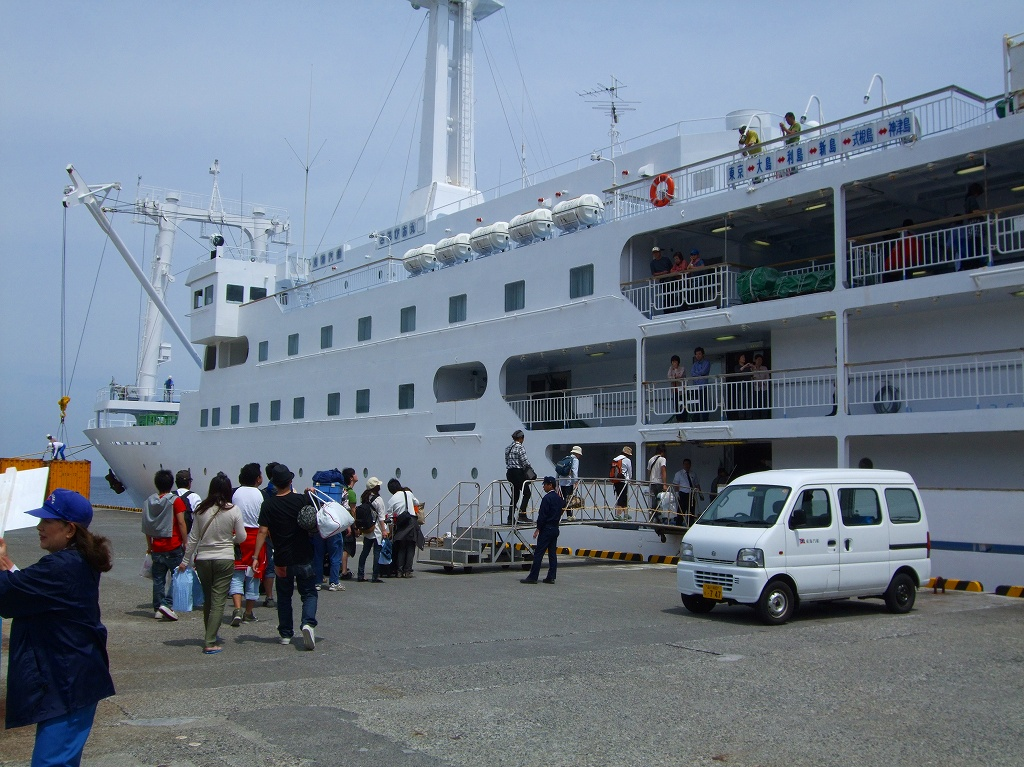
Fähre im Hafen Nobushi

Verkehrsverbindungen zwischen den beiden Inseln, zu den Nachbargemeinden (Toshima im Norden, Kōzushima im Süden) und den Hauptinseln bestehen über den Hafen Niijima auf Niijima und den Hafen Nobushi (野伏港 Nobushi-kō) auf Shikine-jima. Daneben gibt es mehrere kleinere Fischerhäfen. Im Zentrum von Niijima liegt östlich des „Hauptdorfs“ der Flughafen Niijima. In Niijima gibt es keine Nationalstraßen, die Hauptstraßen der beiden Inseln sind die Präfekturstraßen 211 und 237 von Tokio. Dreimal täglich verkehrt auf Niijima der kostenlose Niijima-mura fureai bus (新島村ふれあいバス), ein sogenannter Community Bus, der von der Gemeindeverwaltung getragen wird (siehe auch Verkehr in der Metropolregion Tokio). Das Kfz-Kennzeichen in Niijima ist Shinagawa.

## Öffentliche Einrichtungen
In Niijima gibt es drei städtische Grundschulen, eine im Honson/Honmura/„Hauptdorf“, eine in Wakagō und eine auf Shikine, zwei städtische Mittelschulen und eine präfekturbetriebene Oberschule. Im „Hauptdorf“  liegt das Polizeirevier Niijima der Keishi-chō, der Präfekturpolizei von Tokio. Anders als inzwischen fast alle Gemeinden in Tokio gehört Niijima (neben Inagi, Ōshima, Miyake und Hachijō) nicht zum Zuständigkeitsbereich der Feuerwehr Tokio; die Dorffeuerwehr Niijima hat keine eigene Feuerwache, 119-Notrufe werden im Rathaus angenommen.
Die heute privatisierte Post betreibt drei Postämter und es gibt seit der Verlängerung der Postleitzahlen auf sieben Stellen drei Postleitzahlen in Niijima, für den Hauptort, für Wakagō und für Shikine-jima.
Die heutige Behörde für Verteidigungsausrüstung (Bōei-sōbi-chō) der Nationalregierung betreibt im Süden von Niijima ein Raketentestgelände. Es wurde 1962 von der Verteidigungsbehörde eingerichtet, in den 1960er Jahren aber zeitweise auch von der Wissenschafts- & Technologiebehörde zum Start von Höhenforschungsraketen (unter anderem LS-A, suborbitale Vorläufer der Lambda) mitgenutzt.